# Sant Miquel de Bresca
Sant Miquel de Bresca és l'església del poble de Bresca, de l'antic terme municipal de Gerri de la Sal, i de l'actual de Baix Pallars, a la comarca del Pallars Sobirà. És una obra protegida com a Bé Cultural d'Interès Local.

## Descripció
Petita capella d'una única nau amb capçalera rectangular a llevant i porta d'arc de mig punt a la façana de ponent que s'obre a la plaça del llogarret. Per damunt de la porta un petit ull de bou il·lumina la nau. A l'angle nord de la façana s'aixeca una diminuta espadanya de secció cúbica amb coberta de teula a dues aigües i un sol arc.
Els murs externs de l'església presenten un arrebossat de calç. La coberta de la nau és a dues vessants asimètriques, ample i planera la meridional i estreta i de forta pendent la del costat septentrional.